# Au Rwanda on dit… La famille qui ne parle pas meurt
Au Rwanda on dit… La famille qui ne parle pas meurt (A Ruanda, diem ... La família que no parla mor) és un documental que examina el procés de justícia dels tribunal Gacaca després del genocidi ruandès de 1994. Dirigida per Anne Aghion i produïda per Gacaca Productions, aquesta pel·lícula de 2004 va guanyar un premi Emmy per "Programació informativa excepcional". Filmada a Ruanda, està rodada en kinyarwanda amb subtítols en anglès.

## Argument
Establerta a Ruanda, Anne Aghion, la directora, entrevista a perpetradors del genocidi que han estat alliberats a la seva comunitat i les víctimes del genocidi. La pel·lícula segueix com és, la convivència entre les persones que van instigar el genocidi i les persones víctimes és insuportable. Moltes de les víctimes senten ràbia cap als seus opressors. Però a poc a poc, les víctimes i els opressors comencen a parlar amb la càmera i, després, comencen la difícil tasca de viure entre ells. El documental retrata com els ànims de la gent no poden ser aixafats pel genocidi ruandès, l'assassinat massiu de 1994 centenars de milers de tutsis i hutus moderats a mans dels Interahamwe i els Impuzamugambi.